# Бойко Іван Никифорович
Іва́н Ники́форович Бо́йко  (24 листопада 1910, Жорнище — 12 травня 1975, Київ) — радянський офіцер-танкіст українського походження, двічі Герой Радянського Союзу (10.1.1944; 26.4.1944), гвардії полковник (1944). Учасник боїв на Халхін-Голі та німецько-радянської війни. Командир танкового полку і бригади 1-ї танкової армії 1-го Українського фронту.

## Біографія
Народився 11 [24] листопада 1910 року в селі Жорнищах (нині Вінницький район Вінницької області). Українець. Член ВКП(б) з 1940 року.
В Червоній Армії з 1930 року. У 1936 році закінчив Ульяновську бронетанкову школу, в 1939 році — бронетанкові курси. У 1939 році брав участь в боях в районі Халхин-Голу.
Під час радянсько-німецької війни з жовтня 1941 року в діючій армії. 69-й гвардійський танковий полк гвардії майора І. Н. Бойко відзначився в ході Житомирсько-Бердичівської операції військ 1-го Українського фронту, коли танкісти 1-ї танкової армії 28 грудня 1943 року відвоювали у гітлерівців місто Козятин Вінницької області.
Указом Президії Верховної Ради СРСР від 10 січня 1944 року за вміле керівництво діями увіреного полку, особисту мужність у боях за місто Козятин, Івану Никифоровичу Бойку присвоєне звання Героя Радянського Союзу з врученням ордена Леніна і медалі «Золота Зірка» (№ 2072).
1 лютого 1944 року І. Н. Бойко вступив в командування 64-ю гвардійською танковою бригадою, з якою дійшов з боями до Перемоги, завершивши війну в столиці Третього Рейху — Берліні. Воїни-танкісти комбрига І. Н. Бойко у складі військ 1-го Українського фронту особливо відзначилися в Проскуровсько-Чернівецькій операції, в ході якої відвоювали у нацистів міста Новоселиця і Чернівці.
Указом Президії Верховної Ради СРСР від 26 квітня 1944 року за успішне командування 64-ю гвардійською танковою бригадою і героїзм, проявлений при форсуванні річок Дністра і Прута і звільненні міста Чернівців, гвардії підполковник Іван Никифорович Бойко нагороджений другою медаллю «Золота Зірка» (№ 2413).
Після війни полковник І. Н. Бойко командував танковим полком, був заступником командира корпусу. У 1948 році закінчив Академічні курси при Військовій академії бронетанкових і механізованих військ. З 1956 року — в запасі.

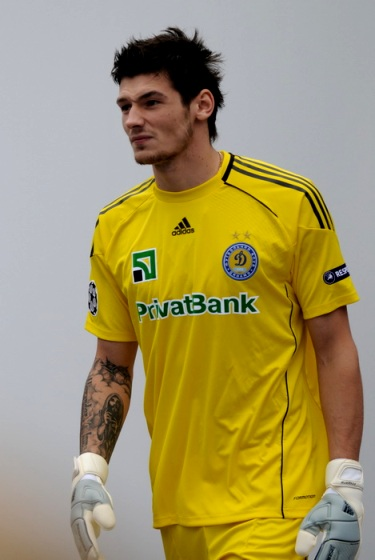
Надгробок

Жив в Києві. Помер 12 травня 1975 року. Похований на Лук'янівському військовому кладовищі.

## Відзнаки
Нагороджений двома орденами Леніна, трьома орденами Червоного Прапора, орденом Суворова 2-го ступеня, орденом Богдана Хмельницького 2-го ступеня, орденом Вітчизняної війни 1-го ступеня, орденом Червоної Зірки, медалями, а також «Хрестом Хоробрих» Польської Народної Республіки.

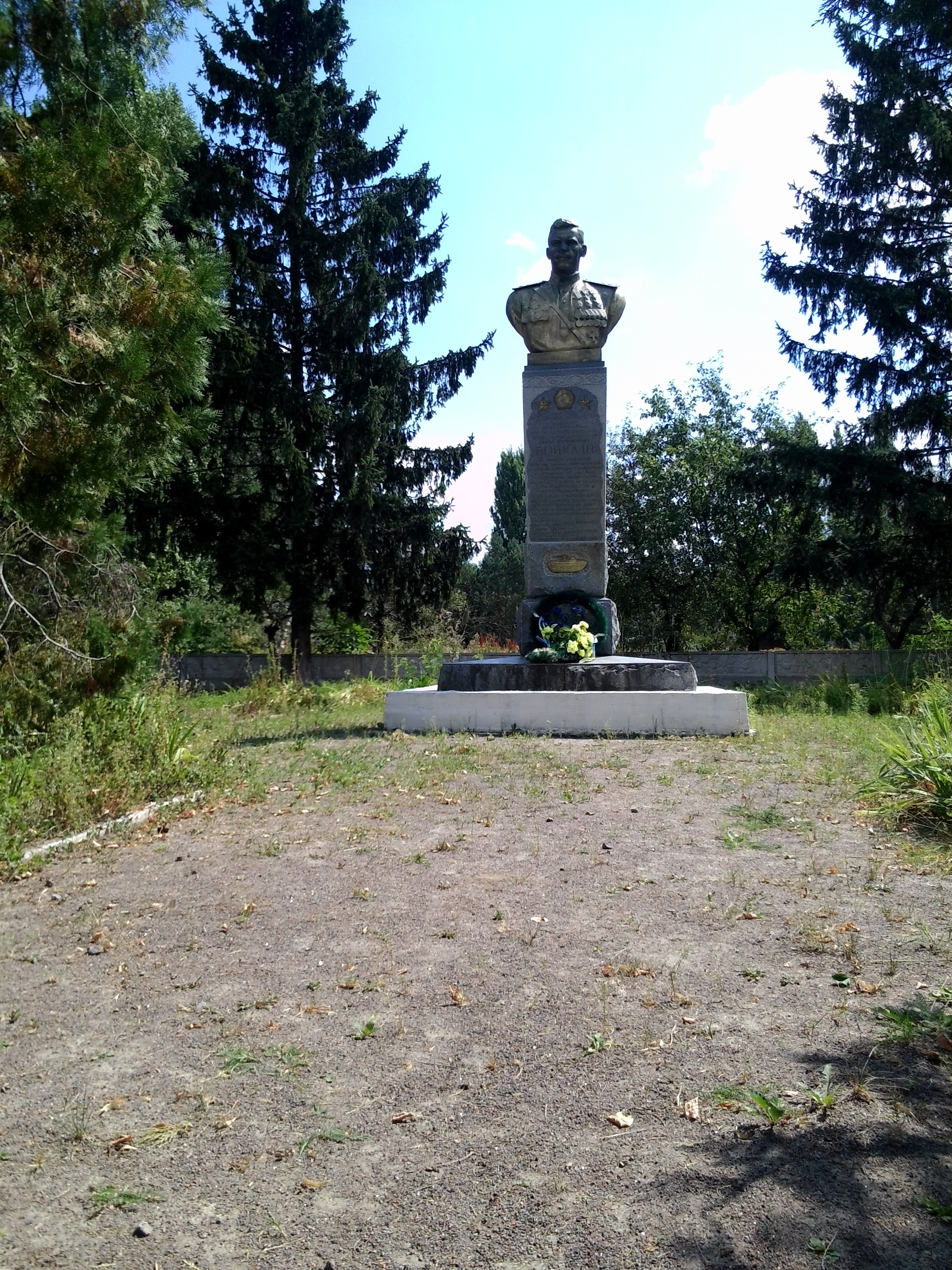
Погруддя Івану Бойку у його рідному селі Жорнище

## Пам'ять
В селі, де народився Бойко, встановлено його бюст. У 1982 році ім'ям Героя названа одна з вулиць Києва. В Козятині його ім'ям назване Вище професійне училище залізничного транспорту, поблизу якого також встановлено бюст. Удостоєний звання «Почесний громадянин міста Чернівців» (1969).

## У мистецтві
Портрет героя із органічного скла у 1970 році виконав скульптор Юрій Джирбаєв.